# Nate McMillan
Nathaniel McMillan (* 3. August 1964 in Raleigh, North Carolina) ist ein US-amerikanischer Basketballtrainer und ehemaliger -spieler, der aktuell vertragslos ist.

## Spielerkarriere
McMillan spielte von 1986 bis 1998 in der nordamerikanischen Profiliga NBA für die Seattle SuperSonics, mit denen er 1996 an der Seite von Gary Payton und Shawn Kemp die NBA-Finals erreichte. McMillan war als Spieler für seine starke Verteidigung bekannt, so wurde er 1994 und 1995 in das NBA All-Defensive Second Team berufen, ebenso führte er 1994 die Liga in Steals mit einem Schnitt von 3,0 an. 1998 beendete McMillan seine Karriere. Seine Trikotnummer 10 wurde von den Sonics für seine langjährigen Dienste zurückgezogen.

## Trainerkarriere
Anschließend wurde er dort Assistenztrainer und ab 2000 Cheftrainer der Sonics. Mit den Sonics erreichte er in fünf Saisons zweimal die Playoffs (2002 und 2005). Als 2005 sein Vertrag bei den Sonics auslief, bekam McMillan eine Offerte der Portland Trail Blazers und nahm an. Mit den Blazers erreichte er zwischen 2009 und 2011 dreimal in Folge die Playoffs, schied jedoch jedes Mal in der ersten Playoffrunde aus. Am 15. März 2012 wurde er entlassen und durch Kaleb Canales ersetzt. Danach nahm er ein Angebot als Assistenztrainer bei den Indiana Pacers an.
Seit 2006 unterstützt McMillan zudem Mike Krzyzewski als Assistenztrainer, die Nationalmannschaft der Vereinigten Staaten. Mit dieser gewann er 2008 und 2012 die Goldmedaille bei den olympischen Spielen. Nachdem der auslaufende Vertrag von Frank Vogel nach dem Ausscheiden in der ersten Runde der Play-offs 2016 gegen die Toronto Raptors nicht verlängert wurde, beförderten die Pacers McMillan zum neuen Head Coach ihres Teams.
Seit 2020 stand er bei den Atlanta Hawks in der National Basketball Association (NBA) unter Vertrag, zunächst als Assistenztrainer, seit der Entlassung von Lloyd Pierce als Interimscoach und seit Februar 2021 als Head Coach. Im Februar 2023 wurde er von den Hawks entlassen.